# ماريا لويسا نابارو مارجاتي
ماريا لويسا نافارو مارغاتي, أو مارغوثي, (سيت، 1890 - بوينس آيرس، 1947) كانت التربية مرتبطة بـ المؤسسة الحرة للتعليم، وعضو في لجنة المهام التربوية، ورئيسة جمعية النساء الجمهورية.

## المسار المهني
ولدت في فرنسا بين عامي 1885 و 1890، حيث كانت عائلتها من قادس قد لجأت إليها. درست في مدريد في جمعية تعليم المرأة، وهي مؤسسة رائدة في دمج النساء في التعليم. تابعت دراستها في مدرسة الدراسات العليا للتعليم في مدريد عام 1909، وكانت طالبة لدى أورتيغا إي غاسيت، دومينغو بارنس، ولويس دي زولوويتا، وزميلة لـ ماريا دي مايتو، غلوريا جينير، خوانا هونتانيو ولورينزو لوزورياغا، الذي تزوجته وشاركت معه في مشروعات تربوية، من بينها مجلة التربية، وهي مجلة تعليمية خلال الجمهورية الإسبانية الثانية.
سمح لها prestigio docente كمعلمة في المدرسة الوطنية للصم والبكم المكفوفين بالسفر بمنحة دراسية (حصلت على منحة من JAE في مناسبتين، 1908 و1930). تم منح نافارو المنحة بشرط أن تكون متقاضية للمنحة، أي تم منحها الإذن بالسفر ولكن لم يتم تقديم دعم مالي لها بسبب وجود موارد خاصة لديها لهذا الغرض. كان زوجها، لورنزو لوزورياغا، يستفيد من ذلك دون أي قيود. سافرت عبر أوروبا للتعرف على أكثر الأساليب التربوية ابتكاراً، ونشرت أعمالاً متخصصة في هذا المجال. في إحدى المرات التي حصلت فيها على منحة، كانت إقامتها قصيرة لمدة خمسة أشهر فقط، حيث اندلعت الحرب الأوروبية، وبالتالي لم تتمكن من العمل في معهد علم النفس التجريبي وعلم النفس التربوي، الذي كان يترأسه برهاني، وفي معهد ترُويبر في يينا للتعرف على جوانب نفسية وعلاج الأطفال ذوي الإعاقة، وتُركت هذه الخطط مدمرة.
كما تعاونت في الصحافة من خلال كتابة مقالات في صفحة التربية بجريدة إل سول (1918-1921)، وعندما اختفت هذه الصفحة، واصلت نشر مقالاتها في الجازيتا الأدبية أو دياريو إنفورماسيونيس. 
شاركت بشكل نشط في الحياة السياسية والاجتماعية وكانت مدافعة عن حقوق النساء، واعتُبرت شخصية بارزة في الفيمينيزم الإسباني. ساهمت في تأسيس "رابطة النساء من أجل السلام" جنبًا إلى جنب مع كلارا كامبوأمور، كارمن باروخا، إيزابيل أويارثابال وماتيلد هويشي، بالإضافة إلى غيرهن. كما كانت جزءًا من نادي لايسوم النسائي حيث كانت مسؤولة عن قسم الأدب وألقت العديد من المحاضرات، بعضها تم نشره في الصحافة مثل "سيكولوجية المراهقة" أو "الأمهات والأبناء".
في عام 1931، تولت منصب رئيسة "التجمع النسائي الجمهوري".
بين عامي 1931 و1934، وبناءً على طلب حكومة الجمهورية، تولت إدارة مدرسة المنزل والمهن للنساء وشاركت في المهام التربوية (1931-1934). في بداية الحرب الأهلية الإسبانية، كانت مسؤولة عن "مجلس حماية الأطفال"، حيث اعتنت بالفتيات اليتيمات المهجورات في المراكز الدينية، كما تم توثيقه من قبل إلينا فورتون في مجلة "كرونيكا". أثناء نفيها في بريطانيا، ساعدت في تنظيم أولى عمليات إجلاء الأطفال الإسبان إلى هذا البلد.
بعد الحرب، لجأت مع عائلتها إلى بريطانيا، ثم انتقلت إلى الأرجنتين. عملت أستاذة في التدريس من 1942 إلى 1944 في جامعة توكومان، وترأست لجنة المساعدة للإسبان الديمقراطيين في الخارج في عام 1946. توفيت في بوينس آيرس في عام 1947.

## الأعمال
من بين أعمالها المنشورة، يجب تسليط الضوء على ترجمتها لكتب مثل "تعليم الأطفال: بيداغوجيا فينيلون" (1919)، وجمعها لنصوص مثل "أنطولوجيا روسو" (1931)، أو نشرها لكتب من تأليفها الخاص حول تعليم الأطفال الصم والبكم، مثل الكتب التي نٌشرت في عامي 1921 و1927. بالإضافة إلى ذلك، قامت مع زوجها لورنزو لوسورياجا، بتأسيس مجلة Revista de Pedagogía في عام 1922، والتي استمرت في الصدور حتى عام 1936.
في عام 1936، وهو العام الذي عٌينت فيه عضوة في "المجلس الأعلى لحماية الأطفال"، نشرت كتابها تعليم القراءة والكتابة في التعليم الابتدائي.

## الألقاب
مركز "التعليم الخاص ماريا لويسا نافارو مارغاتي"، في فالديبينياس، إسبانيا.